# Club Balonmano Amadeo Tortajada
Le Club Balonmano Amadeo Tortajada était un club féminin de handball basé à Mislata puis à Riba-roja de Túria, dans la province de Valence en Espagne. 
Fondé en 1975, il devient un club majeur du handball espagnol à la fin des années 1990, remportant deux championnats nationaux et quatre Coupes de la Reine  entre 2001 et 2007. Sur la scène européenne, le club atteint la finale de la Coupe des vainqueurs de Coupe (C2) en 1999 puis remporte la Coupe de l'EHF (C3) en 2000 face aux Norvégiennes de Tertnes IL.
Notamment pour des raisons de sponsoring, le club est successivement dénommé Constructora Estellés (au moins en 1989/90), Valencia Urbana (au moins en 1996/97), Ferrobús Mislata (de 1998 à 2004). En 2004, le club déménage de Mislata à Riba-roja de Túria et prend l’appellation Cementos La Unión Ribarroja.
En juin 2009, à la suite de difficultés économiques, le club est dissout, seulement deux ans après son dernier titre national.

## Palmarès
compétitions internationales
- vainqueur de la Coupe de l'EHF (C3) en 2000
- finaliste de la Coupe des vainqueurs de Coupe (C2) en 1999

compétitions nationales
- vainqueur du Championnat d'Espagne (2) en 2006 et 2007
- vainqueur de la Coupe de la Reine (5) en 1990, 2001, 2003, 2004 et 2006
- vainqueur de la Supercoupe d'Espagne (2) en 2003 et 2006

## Personnalités liées au club
Parmi les joueuses ayant évolué au club, on trouve :
- Nely Carla Alberto : de 2004 à 2005
- Patricia Alonso (es)
- Maite Andreu (es)
- Maïda Arslanagić : de 2007 à 2008
- Isabel Blanco : de 1998 à 1999
- Svetlana Bogdanova : de 1999 à 2002
- Mihaela Ciobanu : de 2007 à 2009
- Mia Hermansson-Högdahl : de 1999 à 2000
- Chana Masson de Souza : de 1999 à 2004
- Silvia Navarro : de 2000 à 2004
- Jacqueline Oliveira Santana : de 2004 à 2005
- Susana Pareja (es)
- Elisabeth Pinedo : de 2004 à 2005
- Begoña Sánchez (es) : de 1990 à 2007
- Aline Silva dos Santos
- Stéphanie Ludwig : de 2002 à 2003
- Marta Mangué : de 2004 à 2007
- Tatjana Medved : de 2005 à 2008